# Escut de Siurana
L'escut oficial de Siurana té el següent blasonament:
Escut caironat partit ondat: 1r de sinople; 2n d'argent; ressaltant sobre la partició un castell de l'un en l'altre obert. Per timbre una corona mural de poble.

## Història
Va ser aprovat el 15 de gener de 1997 i publicat al DOGC el 4 de febrer del mateix any amb el número 2323.
S'hi veu el castell del poble (segle xiii), dins el comtat d'Empúries. Al segle xvi va pertànyer als Senesterra, i a la fi del segle xvii el poble va esdevenir una batllia reial. La partició ondada recorda els antics aiguamolls de Siurana, avui dia dessecats.